# プリンス・オブ・ペルシャ2
『プリンス・オブ・ペルシャ2 ザ・シャドウ アンド ザ・フレーム』 (Prince of Persia 2 The Shadow and The Flame) は、1993年にアメリカのブローダーバンドによって発売されたアクションゲーム。
『プリンス・オブ・ペルシャ』の続編でアラビアンナイト風の世界観を持つプリンス・オブ・ペルシャシリーズの2作目。本作の開発者ジョーダン・メックナーは『カラテカ』の開発者でもあり、キャラクターの動きへのこだわりに彼の作風が現れている。

## 作品解説
主人公の滑らかな動きとブレードやスパイク等の残虐な罠が特徴で、一人の若者が自らの存在意義を確認するために冒険することとなる。基本的には前作のシステムを踏襲している。
罠は主人公だけでなく兵士にも平等に作用するので、敵兵士を罠に叩き落とすようなプレーも可能である。
前作は城内のみのフィールド構成だったが、今作は城を飛び出して様々なところを回ることになる。この場面転換は前作をプレイした者にとっては新鮮に映る。しかし今作は下手をすると前作以上に難しく、まず前作をプレイし、クリアしたことがプレイの前提となろう。
日本での移植作は少なく、日本語版はインタープログ社が移植したFM TOWNS、PC-9801(要256色ボード各種＋CD-ROMドライブ・HDD専用)、Macintoshしかないため、日本国内での知名度は低い。オリジナルに忠実な移植で、解像度は国内版前作の高解像度と違い320x240ドット、BGMは海外版を録音したものが流れるので前作とはだいぶ印象が変わっている。
なお、Xboxの『プリンス・オブ・ペルシャ 時間の砂』に本作は収録されている。
SNES（スーパーファミコンの海外版）版は最終決戦のステージが省かれた仕様となっている。

## 登場人物
プリンス
このゲームの主人公。姫と婚約を交わしたものの、婚約からわずか11日後、プリンスになりすましたジャファーのたくらみにより、魔法で浮浪者の姿に変えられてしまい、衛兵に処刑される寸前に城を脱出して身の潔白を証明する旅に出た。
姫
王国の姫。プリンスが前作で救出し、のちに彼の婚約者となった。ジャファーの魔法により姿が変えられ、周りの人物が本来のプリンスを浮浪者の姿としか見ていない間でも、姫は彼を本当のプリンスと信じていた。そして、プリンスに扮したジャファーの正体に感づいた姫は、遠征先のサルタン王宛に書簡を贈ろうとした時にジャファーに見つかり、魔法により眠らされてしまう。
ジャファー
サルタン王の腹心かつ大臣。自ら持つ魔法によりプリンスを排除し、プリンスに化けて姫に求婚を迫る。その後、サルタン王不在のペルシャで実権を握るべく、サルタン王に書簡を贈ろうとした姫を昏睡状態にする。
プリンスの両親
母親はゲームの途中で登場。一族は邪教徒により滅亡。

## システム
基本的には洞窟や遺跡、寺院などの各所にあるスイッチを踏むことで道を開き、ゴールへたどり着くことが目的となるが、今作はレベル1（1面目）から早速例外的な、あっと驚くクリア方法になる。フィールドにはトラップや骸骨などの敵が存在し、主人公の行く手を妨げる。また、このゲームには、ゲーム全体を通して90分（一部機種では75分）のタイムリミットがある。タイムリミットは庭に植えられている木の葉で表現され、カウントされている間、木の葉が落ちていく。LEVEL 2まではカウントが始まらず、LEVEL 3は一度死んでから、LEVEL 4から無条件でカウントが始まる。木の葉が全て落ちた時が、姫の死を意味する。
基本的な進行は、スイッチを踏むことによりどこかで鉄格子や石扉が上がり、その扉が落ちるまでの間に通り抜けることによって先に進む形になる。今作では通り抜け損ねると、扉に挟まって死亡するトラップにもなっている。大抵ひとつだけゴールを開けるスイッチがあり、一部の例外的な面を除きそのスイッチを踏んでゴールをくぐることによってクリアする。
罠は複数存在する。上に乗ると落ちる床板（崩れるか回転する板）や、踏むと扉が即座に落下するスイッチ、踏むとダーツが飛んでくるスイッチ、横から飛び出てくる針、ブレード（左右に移動する刃）、プレス（ブロックで押し潰す罠。大抵はデストラップの場所にあるが、脱出可能の場所にも設置されている）、マグマ、飲むと体力の減るクスリ、画面が上下反転するクスリが存在する。ダーツに当たるとダメージを受ける。針にさされたりブレードに切られたり、プレスや落ちる扉に押しつぶされたりマグマにはまったりすると即死である。本作のギロチンの代わりとなるブレードは横向けに刃が動くもので、しゃがんでうつ伏せに寝ころび、ほふく前進することにより回避する(狭い抜け穴を通るのにも使われるが、剣を抜く事はできないので、コブラと鉢合わせになったらまず助からない)。壁面にスリットが刻まれているのでそこからブレードが出現する。
逆にお助けアイテムも存在し、飲むとライフが回復するクスリや、ライフが全回復した上に最大値も増えるクスリが存在する。ただ、貴重なクスリは罠に囲まれていて、取るのが非常に難しいのが特徴である。なおかつ、落ちるブロックの真下にあるものは落とすと割れてしまい、無駄になってしまう。
敵は数種類存在する。場面ごとに異なった種類の敵が登場する。そして、今作では複数の敵が一度に襲いかかることもある。左右から挟み撃ちにされると、とたんに苦戦を強いられる。
戦闘は剣を用いて闘う（今作では、始めから剣を持っている。）。基本的には前後の移動、攻撃、相手の剣を受ける防御の3動作しかないが、それらの動作のタイミングにより奥の深い戦闘が繰り広げられる。相手の攻撃を受けるとライフが減り、ライフがゼロになると死んでしまう。逆に相手のライフをゼロにすると相手が死ぬ。なお、戦闘中に剣をしまうことも出来るが、丸腰の状態で相手の攻撃を受けるといくら体力があっても即死してしまう。
剣は3種類。一つは最初から持っている剣、これはゲームの途中で失われる。二つ目は折れた剣で攻撃力が低く、レンジも短い。それまでは素手のため敵から逃げるしかない。三つ目はその後手に入る王の剣で攻撃力・レンジは最初の剣と同じ。
ある程度以上の高度から落ちるとダメージを受ける。高さによってはライフが1減るだけで済むが、1画面程度の高さから落ちると即死である。ゆっくりとプレーをしていれば操作ミスで落ちることはないのだが、制限時間があるために悠長なプレーはしていられず、結果として主人公は頻繁に転落死することになる。
前作ではプリンスの妨害をしたり、手助けをしたりしたシャドーも今作に登場する。今作では、あるコマンドを使用するとシャドーに変身できる（説明書にあり）。ジャファーに唯一通用するシャドーフレイムを使用できる。罠は通用せず敵の攻撃を受けないが、フレイムを使う度にライフの最大値を失う。
他にも移動手段として天馬や空飛ぶじゅうたんも登場する。天馬はエンディングを含め3度登場する。じゅうたんは、天井の蓋をどこかにあるスイッチで開けないと、プリンスが浮上した時に天井に体をぶつけて死亡する。
とにかく即死しやすいゲームであるため、セーブを駆使して進めていくことになるのだが、セーブは基本的に面（レベル）の境目ごとにしか出来ない。一部の難易度の高いトラップを抜けた後でセーブできるシステムもある。

## 続編
- プリンス・オブ・ペルシャ3D（2001年8月31日発売、Windows 95/98/Me）
- プリンス・オブ・ペルシャ 時間の砂（2004年9月2日発売、PlayStation 2）
- プリンス・オブ・ペルシャ ケンシノココロ（2005年10月13日発売、Xbox、PlayStation 2）
- プリンス・オブ・ペルシャ 二つの魂（2006年6月15日発売、PlayStation 2）